# Nick Raskulinecz
Nick Raskulinecz (geb. um 1970 in Knoxville) ist ein US-amerikanischer Musikproduzent. Seine Arbeit wurde bereits mehrfach mit einem Grammy Award ausgezeichnet. Er lebt in Nashville, Tennessee, wo er auch sein Rock Falcon Studio betreibt.

## Karriere
Raskulinecz stammt aus der Umgebung von Knoxville. Zunächst produzierte er dort Bands mit seinem 2.700 Dollar teuren Achtspurgerät. Er spielte auch in einer Thrash-Funk-Band namens Hypertribe, die sich bald in Movement umbenannte und nach Los Angeles zog. Auf Empfehlung von Brian Bell von Weezer nahm er einen Job in den dortigen Sound City Studios an, so wurde er zum Toningenieur. In 2001, kurz nachdem er die Sound City Studios verlassen hatte, wurde er von Dave Grohl von den Foo Fighters eingeladen, deren Album One by One zu produzieren. Zuvor hatte er für die Band bereits das Stück A320 vom Godzilla-Soundtrack produziert. Aufgrund des Erfolges setzte man die Zusammenarbeit mit dem Nachfolgealbum In Your Honor fort.
In der Folge mischte Raskulinecz auch die Live-DVDs Everywhere but Home und Foo Fighters Live at Wembley Stadium und das Album Skin and Bones für die Band ab, dem mit Live In Hyde Park eine weitere Live-DVD folgte.
Darüber hinaus arbeitete er auch mit Bands wie We As Human, Evanescence, Marilyn Manson, Deftones, Stone Sour, Trivium, Duff McKagan, Mondo Generator, Danzig, The Exies, Ash, My Ruin, Velvet Revolver, Rush, Shadows Fall, Superdrag, Goatsnake, Fireball Ministry, Rye Coalition, Death Angel und Danko Jones. Für Rush produzierte er 2007 das Album Snakes & Arrows, für Trivium Shogun. Seit 2009 war er für Alice in Chains tätig und produzierte deren Comeback Black Gives Way to Blue sowie auch die folgenden zwei Alben der Band. 2011 arbeitete er am Album selbstbetitelten Album von Evanescence.
Er spielt auch als Bassist in einer Band namens Epic Ditch, mit der er im Februar 2012 das von ihm selbst produzierte Debüt 36-Hour veröffentlichte.

## Produktionen
Nick Raskulinecz war als Produzent, Toningenieur oder Mixer unter anderem an folgenden Alben beteiligt:
| - 1998: Frank Black and the Catholics – Frank Black and the Catholics - 1998: System of a Down – System of a Down - 1999: Jimmy Eat World – Clarity - 2000: Goatsnake – Dog Days - 2000: Goatsnake – Flower of Disease - 2000: Marilyn Manson – Holy Wood (In the Shadow of the Valley of Death) - 2001: Danzig – Live on the Black Hand Side - 2001: Fu Manchu – California Crossing - 2002: Danzig – Danzig 777: I Luciferi - 2002: Foo Fighters – One By One - 2002: Queens of the Stone Age – Songs for the Deaf - 2003: American Wedding (Soundtrack) - 2003: Danny Elfman – Hulk (Soundtrack) - 2003: Evanescence – Fallen - 2003: Killing Joke – Killing Joke - 2003: Mondo Generator – A Drug Problem That Never Existed - 2003: Rancid – Indestructible - 2003: Rufio – MCMLXXXV - 2003: The Mars Volta – Live - 2004: Ash – Meltdown - 2004: Probot – Probot - 2004: Soil – re.de.fine - 2004: Velvet Revolver – Contraband - 2005: Foo Fighters – In Your Honor - 2005: Fantastic Four (Soundtrack) - 2006: Foo Fighters – Skin and Bones - 2006: Stone Sour – Come What(ever) May - 2006: Tenacious D – The Pick of Destiny | - 2007: Resident Evil: Extinction (Soundtrack) - 2007: Coheed and Cambria – Good Apollo I'm Burning Star IV, Vol. 2: No World for Tomorrow - 2007: Foo Fighters – Echoes, Silence, Patience & Grace - 2007: Rush – Snakes & Arrows - 2007: Shadows Fall – Threads of Life - 2008: Danko Jones – Never Too Loud - 2008: Trivium – Shogun - 2009: Saw VI (Soundtrack) - 2009: Alice in Chains – Black Gives Way to Blue - 2009: Danko Jones – B-Sides - 2009: Danko Jones – This Is Danko Jones - 2009: Foo Fighters – Greatest Hits - 2010: Deftones – Diamond Eyes - 2010: Norah Jones – ...Featuring Norah Jones - 2010: Stone Sour – Audio Secrecy - 2011: Evanescence – Evanescence - 2012: Avengers Assemble (Soundtrack) - 2012: Deftones – Koi No Yokan - 2012: Rush – Clockwork Angels - 2013: Alice in Chains – The Devil Put Dinosaurs Here - 2014: Bush – Man on the Run - 2014: Mastodon – Once More ’Round the Sun - 2014: The Hold Steady – Teeth Dreams - 2015: Apocalyptica – Shadowmaker - 2015: Three Days Grace – Human - 2016: Korn – The Serenity of Suffering - 2017: Rise Against – Wolves - 2018: Alice in Chains – Rainier Fog - 2019: Korn – The Nothing |

## Nominierungen und Auszeichnungen
Nick Raskulinecz wurde als Produzent, Toningenieur oder Mixer unter anderem mit folgenden Preisen ausgezeichnet, bzw. war für diese nominiert:
Grammy
- Grammy Awards 2004 (nominiert): Album des Jahres (Album of the Year) für Fallen von Evanescence
- Grammy Awards 2004 (ausgezeichnet): Bestes Rock Album (Best Rock Album) für One By One von den Foo Fighters
- Grammy Awards 2004 (ausgezeichnet): Beste Hard-Rock-Darbietung (Best Hard Rock Performance) für Bring Me to Life von Evanescence vom Album Fallen
- Grammy Awards 2005 (ausgezeichnet): Beste Hard-Rock-Darbietung (Best Hard Rock Performance) für Slither von Velvet Revolver vom Album Contraband
- Grammy Awards 2007 (nominiert): Bestes Rock Album (Best Rock Album) für In Your Honor von den Foo Fighters
- Grammy Awards 2007 (nominiert): Bestes Raumklang-Album (Best Surround Sound Album) für In Your Honor von den Foo Fighters
- Grammy Awards 2007 (nominiert): Bester Rocksong (Best Rock Song) für Best Of You von den Foo Fighters vom Album In Your Honor
- Grammy Awards 2007 (nominiert): Beste Darbietung eines Duos oder einer Gruppe mit Gesang – Rock (Best Rock Performance By A Duo Or Group With Vocals) für Best Of You von den Foo Fighters vom Album In Your Honor
- Grammy Awards 2007 (nominiert): Beste Zusammenarbeit mit Gesang – Pop (Best Pop Collaboration With Vocals) für Virginia Moon von den Foo Fighters featuring Norah Jones vom Album In Your Honor
- Grammy Awards 2007 (nominiert): Beste Darbietung eines Rockinstrumentals (Best Rock Instrumental Performance) für Malignant Narcissism von Rush vom Album Snakes & Arrows
- Grammy Awards 2007 (nominiert): Beste Metal-Darbietung (Best Metal Performance) für 30/30-150 von Stone Sour vom Album Come What(ever) May
- Grammy Awards 2008 (ausgezeichnet): Bestes Rock Album (Best Rock Album) für Echoes, Silence, Patience & Grace von den Foo Fighters
- Grammy Awards 2008 (nominiert): Beste Metal-Darbietung (Best Metal Performance) für Redemption von Shadows Fall vom Album Threads Of Life
- Grammy Awards 2010 (nominiert): Beste Hard-Rock-Darbietung (Best Hard Rock Performance) für Check My Brain von Alice In Chains vom Album Black Gives Way To Blue
- Grammy Awards 2011 (nominiert): Beste Hard-Rock-Darbietung (Best Hard Rock Performance) für A Looking In View von Alice In Chains vom Album Black Gives Way To Blue
- Grammy Awards 2014 (nominiert): Beste Abmischung eines Albums (Best Engineered Album) für The Devil Put Dinosaurs Here von Alice In Chains
- Grammy Awards 2015 (nominiert): Beste Metal-Darbietung (Best Metal Performance) für High Road von Mastodon vom Album Once More ’Round the Sun